# ハンス・ランゲ
ハンス・ランゲ（Hans Lange, 1884年2月17日 - 1960年8月13日）は、オスマン帝国出身のドイツ人指揮者。

## 来歴
オスマン帝国のコンスタンティノープルに、宮廷のドイツ人音楽監督パウル・ランゲの子として生まれる。父の勤務していたイスタンブール・ドイツ人学校で教育を受けた後、プラハやビーレフェルトなどで音楽教育を受けた。1925年にドイツの演奏団体に加入してアメリカに渡ったものの、現地でその演奏団体が解散したため、そのままアメリカに残ることになった。
1927年にフィルハーモニー・ソサエティー・オブ・ニューヨークのヴァイオリニストとして就職するも、すぐに指揮活動も行うようになった。程なくトスカニーニの助手となり、1936年までたびたびニューヨーク・フィルハーモニック交響楽団の指揮台に上がっている。
1936年からシカゴ交響楽団の準指揮者を務め、1943年からは正指揮者に昇格している。1947年にはトレドのフレンズ・オヴ・ミュージック管弦楽団の指揮者となったが、トスカニーニの招聘でNBC交響楽団に客演もしている。
1950年にはアルバカーキの市民交響楽団の首席指揮者となり、その地で没した。